# Mouvement pour le développement de Mayotte
Pour les articles homonymes, voir MDM.
Le Mouvement pour le développement de Mayotte (MDM), anciennement Mouvement départementaliste mahorais est un mouvement politique de Mayotte qui a été fondé en 1999 par des dissidents du Mouvement populaire mahorais défavorables au nouveau statut de Mayotte. Ils ont pour objectif principal l'obtention du statut départemental pour Mayotte, qui était collectivité territoriale d'outre-mer jusqu'en 2011. Le mouvement a pour président le sénateur Abdallah Hussani depuis décembre 2018, qui a été voté au poste après la mort du premier président Adrien Giraud.
Une dissidence, créée en 2007, porte le nom de « Force de l'alternance » du MDM qui s'est choisie pour leader le député Abdoulatifou Aly (qui a rejoint, au niveau national, le MoDem). La « Force de l'alternance » est la fédération mahoraise du MoDem.
Le référendum sur la départementalisation de Mayotte de 2009 a vu le oui l'emporter par 95,2 % des votes exprimés : Mayotte devient donc en mars 2011, à l'occasion des élections cantonales, le 101e département français et le 5e DOM.
Le 30 mai suivant, une nouvelle direction prend la tête du mouvement ce qui provoque une scission menée par les quatre élus au conseil général qui se rapprochent du Nouveau Centre.